# خط‌القعر

تالوگ

ژرفگاه، تالوِگ (به آلمانی: Talweg یا Thalweg)، خَط‌ّالقَعر یا خط مُنَصِّف به خطی فرضی که از عمیق‌ترین قسمت قابل کشتیرانی رودخانه می‌گذرد و در تعیین مرز کشور ها کاربرد دارد گفته می‌شود.
ژرفگاه در دانش جغرافیا، خطی است فرضی که از به هم پیوستن ژرف‌ترین نقاط بستر یک رودخانه یا دره به دست می‌آید.
از اصلِ ژرفگاه در حقوق بین‌الملل برای تعیین مرز دقیق دو کشور در زمانی که رودخانه‌ای مرز دو کشور باشد، استفاده می‌شود. یکی از مثال‌های تاریخیِ اصل تالوِگ قرارداد الجزایر است که مرز ایران و عراق را، که تا پیش از آن در ساحل شرقی اروندرود قرار داشت، به خط تالوِگ رودخانه تغییر داد؛ رد قرارداد از سوی عراق در شش سال بعد موجب بروز طولانی‌ترین جنگ قرن بیستم شد.
در زمین‌شناسی، ژرفگاه (trough line) هر چین زمین‌شناسی، خط فرضی‌ ای است که پایین‌ترین نقاط آن چین را به یکدیگر پیوند می‌دهد. 